# 佐野プレミアム・アウトレット
佐野プレミアム・アウトレット（さのプレミアム・アウトレット、英文名称：Sano Premium Outlets）は、栃木県佐野市越名町に所在するアウトレットモールである。2003年3月14日開業。三菱地所グループの三菱地所・サイモンが運営する。

## 概要
チェルシージャパン（現在の三菱地所・サイモン株式会社）のアウトレットモールとしては、御殿場プレミアム・アウトレット（PO）、りんくうプレミアム・アウトレットに次ぐ3番目の施設として開業した。PO事業は、佐野市出身の三菱地所専務（当時）島田勝久が、私的に米国を視察して、日本でも成功すると考えて進言し、誘致に積極的だった佐野市が関東第一号となった。
佐野進出に当たっては、姉妹都市である米国ペンシルベニア州ランカスター市をモチーフとした。地域貢献として、名称は「佐野」を冠することや従業員は地元採用を優先することを掲げたほか、既存市街地の空洞化を避けるため、名物である佐野ラーメンはテナントにしない方針をとっている。
同じく首都圏を商圏とする御殿場POは、店舗の南北方向が山と海に挟まれているために商圏が狭い一方、東西方向の商圏が非常に広く、日本全国、さらには東アジアからの来客も見られる。一方の佐野POは、コア商圏（店舗から車で片道90分の地域）の人口が、同社が2012年時点で展開する全国8施設の中で最も多いとされる。また、主に韓国人旅行客に人気のある、羽田空港 - 東京 - 日光 - 那須温泉郷 - 福島空港という国際観光ルート上に位置し、かつ東北自動車道沿いであるため東北地方からの来客も多く、コア商圏外からの集客力が強い。

## 交通
JR両毛線・東武佐野線の佐野駅からの路線バス、東京駅やバスタ新宿・王子駅からのJRバス関東の高速バスが定期運行されている。